# Джеймі Преслі
Джеймі Елізабет Преслі (англ. Jaime Elizabeth Pressly; нар. 30 липня 1977) — американська актриса і фотомодель. Володарка премії «Еммі» 2007 року за виконання ролі Джой Тернер у комедійному серіалі «Мене звати Ерл». Також була номінована на премію «Золотий глобус» і премію Гільдії кіноакторів США.

## Ранні роки
Джеймі Елізабет Преслі народилася в Кінстоні, штат Північна Кароліна, в сім'ї вчительки танців Бренди Су (до шлюбу — Бренда Сміт) та Джеймса Лістона Преслі. У неї була сестра Джессіка та брат Джеймс Лістон молодший.
Джеймі протягом 11 років займалася гімнастикою та професійними танцями, але закинула заняття після запрошення знятися у новому серіалі телекомпанії ABC «Стрибок» (англ. Push). На той час, коли їй виповнилося чотирнадцять, вона вже була представницею модельного агентства «International Cover Model Search» і здобула визнання в модельному бізнесі в США, Італії та Японії. Її фотографії стали з'являтися на обкладинках відомих журналів — Teen, Maxim, Stuff тощо.
Преслі відвідувала середню школу «Costa Mesa» у Каліфорнії, куди переїхала її мати під час процесу розірвання шлюбу. Вона досягла успіху в навчанні і змогла юридично оголосити себе незалежною від батьківського піклування вже в 15 років.

## Кар'єра
У 1997 році Преслі дебютувала у фільмі «Отруйний плющ: Нове спокушання» (англ. Poison Ivy: The New Seduction) кінокомпанії New Line Cinema, яка тут же уклала з нею контракт на три картини. У 1998 році вона зіграла роль убивці Мікі в телесеріалі «Смертельна Битва: Завоювання». 1999 року їй запропонували епізодичну роль балерини в телесеріалі «Красуня Джек, красунчик Джил» (англ. Jack & Jill). Потім у незалежному фільмі «Біле бидло» (англ. Poor White Trash) акторка грає підступну золотошукачку Сенді Лейк.
Згодом вона з'явилася в безлічі фільмів, включаючи «Недитяче кіно» (в ролі Присцилли, стереотипного підлітка середньої школи) і «Крутний момент» (англ. Torque), де, як божевільна, їздить на мотоциклі.
Позувала оголеною у березневому номері 1998 року та лютневому номері 2004 року Playboy.
Знялася в епізодичних ролях у відомих серіалах: Кара Ділейні у «Шовкових тенетах» (англ. Silk Stalkings), Грейс у «Фірмовому рецепті» (англ. Becker), Керрі Ковальські у «Лас-Вегасі» (англ. Las Vegas). Також у деяких серіалах та фільмах грає саму себе, а у фільмі «Смерть супермоделям» (англ. Death to the Supermodels, 2005) є ще й продюсеркою.
У вересні 2001 року Преслі була обрана новим обличчям косметичної компанії Liz Claiborne, Inc. Рекламує лінію Lucky You. Виступала з гуртом «The Pussycat Dolls». У 2003 році почала випускати колекцію жіночої білизни J'Aime, яка пізніше повністю стала лінією одягу для сну. У 2006 році проводила фотосесію для галереї журналу Maxim, який присуджує їй 34-те місце у своєму щорічному списку (англ. Maxim's Hot 100 Women 2006). Також позувала оголеною у травневому номері жіночого журналу Allure (2006).
У 2005 році Преслі приєдналася до основного акторського складу комедійного серіалу компанії NBC «Мене звати Ерл» у ролі Джой Тернер. За цей серіал акторка отримала дві номінації на премії «Еммі» як найкраща актриса другого плану, одну з них вона здобула у 2007 році.
Також з'явилася в кількох музичних роликах, включаючи кліп «Girls of Summer» групи Aerosmith та кліп «Tainted Love» Мериліна Менсона (пісня є саундтреком фільму «Недитяче кіно»).
31 травня 2006 року була ведучою першого щорічного фестивалю VH1 Rock Honors. 7 жовтня 2006 року Преслі була ведучою на музично-гумористичному шоу каналу NBC «Суботнього вечора в прямому ефірі». До цього вона на комедійному каналі MADtv, починаючи з одинадцятого епізоду, грала Гілларі Клінтон у пародії на «Мене звати Ерл» — «Мене звати Дубя» (англ. My Name Is Dubya), в якому Джордж Буш (Франк Каліндо) складає список усіх поганих речей, які він зробив у минулому, і виправляє їх одну за одною.
У серіалі «Усі жінки — відьми» грає епізодичну роль Міллі (русалка, яка намагається знайти кохання). Пізніше вона запрошує Аліссу Мілано до серіалу «Мене звати Ерл», де та зіграла в листопаді 2007 року. Також з'явилася в телешоу-розіграші із прихованою камерою Punk'd на MTV, яке веде Ештон Кутчер.
У 2014 році Преслі грає провідну роль у комедійному ситкомі «Падіння Дженніфер» (англ. Jennifer Falls) на каналі TV Land.

## Особисте життя
У 2004—2008 роках Джеймі перебувала у фактичному шлюбі із діджеєм Еріком Кальво. Колишня пара має сина — Дезі Джеймса Кальво (нар. 11 травня 2007).
У 2006 році в інтерв'ю журналу Esquire Преслі зізналася, що майже купила квиток на один із літаків, що врізалися у Всесвітній торговий центр 11 вересня 2001 року, але вирішила не брати, тому що вона відчувала, що ранішній рейс їй не підхожий, чим можливо врятувала собі життя.
У 2009—2011 роках Джеймі була одружена з адвокатом Сімраном Сінгхом.
5 січня 2011 року, за два тижні до подання на розлучення із Сінгхом, Преслі була затримана поліцією Санта-Моніки (Каліфорнія) за підозрою у водінні в нетверезому стані. Отримала неофіційне попередження та три роки випробувального терміну.
Зустрічається із давнім знайомим Хамзі Хіджазі. У пари є сини-близнюки — Лео Хіджазі та Ленон Хіджазі, які народилися 16 жовтня 2017 року.

## Проблеми з законом
5 січня 2011 року, за два тижні до подачі на розлучення, Пресслі була заарештована в Санта-Моніці, Каліфорнія, за підозрою в керуванні автомобілем у стані алкогольного сп'яніння. Зрештою, вона не визнала свою провину і отримала три роки неофіційного випробувального терміну.

## Фільмографія
| Рік       |    | Українська назва                    | Оригінальна назва                           | Роль                          |
| --------- | -- | ----------------------------------- | ------------------------------------------- | ----------------------------- |
| 2014—2021 | с  | Матуся                              | Mom                                         | Джилл                         |
| 2018      | с  | Кінь БоДжек                         | BoJack Horseman                             | Седі                          |
| 2017      | с  | Гостьова книга                      | The Guest Book                              | Крісті                        |
| 2017      | ф  |                                     | Austin Found                                | Крістал Клеменс               |
| 2014      | тф |                                     | Finders Keepers                             | Елісон Саймон                 |
| 2014      | с  | Падіння Дженніфер                   | Jennifer Falls                              | Дженніфер Дойл                |
| 2014      | ф  |                                     | Abby in the Summer                          | Еббі                          |
| 2014      | ф  | Будинок з паранормальними явищами 2 | A Haunted House 2                           | Меган                         |
| 2014      | с  |                                     | Hot in Cleveland                            | Келлі                         |
| 2011—2013 | с  | Я ненавиджу свою дочку-підлітка     | I Hate My Teenage Daughter                  | Енні Вотсон                   |
| 2013      | с  | Мелісса та Джої                     | Melissa & Joey                              | Мередіт                       |
| 2013      | с  | Фінеас і Ферб                       | Phineas and Ferb                            | Розі                          |
| 2013      | с  | Два з половиною чоловіки            | Two and a Half Men                          | Таммі                         |
| 2011—2013 | с  |                                     | Raising Hope                                | Донна                         |
| 2012      | тф | Погані дівчата                      | Bad Girls                                   | Мелінда                       |
| 2012      | ф  |                                     | The Oogieloves in the Big Balloon Adventure | Лола Сомбреро                 |
| 2012      | тф |                                     | The Greatest Footie Ads Ever                | Денайс                        |
| 2011      | ф  | Правило шести місяців               | 6 Month Rule                                | Клер                          |
| 2010      | тф | Жити з молитвою                     | Livin' on a Prayer                          | Стеф                          |
| 2010      | ф  | Венера і Вегас                      | Venus & Vegas                               | Тара                          |
| 2010      | тф | Димова завіса                       | Smoke Screen                                | Брітт Шеллі                   |
| 2010      | с  | Правила заручення                   | Rules of Engagement                         | Пем                           |
| 2010      | тф | Краса і портфель                    | Beauty & the Briefcase                      | Кейт Вайт                     |
| 2009      | тф |                                     | Rex                                         | Джеймі                        |
| 2005—2009 | с  | Мене звати Ерл                      | My Name Is Earl                             | Джой Тернер                   |
| 2009      | ф  | Люблю тебе, чувак                   | I Love You, Man                             | Деніз                         |
| 2008      | вг |                                     | Saints Row 2                                | Джессіка                      |
| 2008      | мф | Хортон                              | Horton Hears a Who!                         | пані Квіліган                 |
| 2007      | тф | Недитячий випускний                 | Not Another High School Show                | мама Браяна                   |
| 2006      | ф  | D.O.A.: Живим або мертвим           | DOA: Dead or Alive                          | Тіна Армстронг                |
| 2006      | с  | Лас-Вегас                           | Las Vegas                                   | Керрі Ковальскі               |
| 2005      | в  | Смерть супермоделям                 | Death to the Supermodels                    | Тіффані                       |
| 2005      | ф  | Жорстокий світ                      | Cruel World                                 | Кетрін Андерсон               |
| 2005      | с  | Антураж                             | Entourage                                   | камео                         |
| 2005      | тф |                                     | The Karate Dog                              | Ешлі Вілкенсон                |
| 2004      | тф | Евел Кнівель                        | Evel Knievel                                | Лінда Борк                    |
| 2004      | с  | Щаслива родина                      | Happy Family                                | Алекс                         |
| 2004      | ф  | Крутний момент                      | Torque                                      | Чайна                         |
| 2003      | тф |                                     | Alligator Point                             |                               |
| 2003      | с  | Фірмовий рецепт                     | Becker                                      | Ґрейс                         |
| 2003      | с  |                                     | Fastlane                                    | Сара Метьюз                   |
| 2002      | ф  |                                     | Footprints                                  |                               |
| 2002      | тф | Хроніки Джонні                      | The Johnny Chronicles                       | Чарлі                         |
| 2002      | с  | Сутінкова зона                      | The Twilight Zone (2002-2003)               | Чуттєва Сінді                 |
| 2002      | с  | Усі жінки — відьми                  | Charmed                                     | Майлі                         |
| 2002      | ф  |                                     | Demon Island / Piñata: Survival Island      | Тіна                          |
| 2001      | ф  | Недитяче кіно                       | Not Another Teen Movie                      | Прісцила, злобна чирлідерка   |
| 2001      | с  |                                     | Going to California                         | Кайлі Кварц                   |
| 2001      | ф  | Годинниковий механізм               | Ticker                                      | Клер Меннінг                  |
| 1999—2001 | с  | Красуня Джек, красунчик Джил        | Jack & Jill                                 | Одрі Гріффін                  |
| 2001      | ф  | Пригоди Джо Замазури                | Joe Dirt                                    | Джилл                         |
| 2001      | ф  | Березневі коти                      | Tomcats                                     | Тріша                         |
| 2000      | ф  | 100 дівчат і одна в ліфті           | 100 Girls                                   | Синтія                        |
| 2000      | ф  | Біле бидло                          | Poor White Trash                            | Сенді Лейк                    |
| 2000      | тф | Найкраща акторка                    | Best Actress                                | Карен Кролл                   |
| 1999      | ф  | Інферно                             | Inferno                                     | Дотті Метьюз                  |
| 1999      | ф  | Треш                                | Trash                                       | Сі Джей Каллум                |
| 1998—1999 | с  | Смертельна Битва: Завоювання        | Mortal Kombat: Conquest                     | Міка                          |
| 1998      | с  | Стрибок                             | Push                                        | Ніккі Ленг                    |
| 1998      | ф  | Телеведучий                         | Ringmaster                                  | Енжел Зорзак / дочка Конні    |
| 1998      | ф  | Не можу дочекатися                  | Can't Hardly Wait                           | подружка                      |
| 1998      | с  | Найтмен                             | Night Man (1997-1999)                       | Іветта                        |
| 1998      | с  | Шовкові тенета                      | Silk Stalkings                              | Кара Ділейні                  |
| 1997      | ф  |                                     | The Journey: Absolution                     | Еллісон Вейд                  |
| 1997      | ф  | Проти закону                        | Against the Law                             | офіціантка Саллі              |
| 1997      | в  | Отруйний плющ: Нове спокушання      | Poison Ivy: The New Seduction               | Вайолет                       |
| 1996      | в  | Найманець                           | Mercenary                                   | американська дівчина-підліток |

### Музичні відео
| Рік  | Назва                | Виконавець     | Роль      |
| ---- | -------------------- | -------------- | --------- |
| 2013 | It's A Beautiful Day | Michael Bublé  | подружка  |
| 2002 | Girls of Summer      | Aerosmith      | жінка     |
| 2001 | Tainted Love         | Marilyn Manson | Прісцилла |

### Продюсерка
| Роки | Вид        | Назва               | Оригінальна назва        | Примітки             |
| ---- | ---------- | ------------------- | ------------------------ | -------------------- |
| 2014 | фільм      | Еббі влітку         | Abby in the Summer       | виконавча продюсерка |
| 2005 | відеофільм | Смерть супермоделям | Death to the Supermodels | продюсерка           |

## Нагороди та номінації
| Роки | Нагорода                                                  | Номінація                                                         | Робота                   | Результат | Примітки                                                                                              |
| ---- | --------------------------------------------------------- | ----------------------------------------------------------------- | ------------------------ | --------- | --- |
| 2021 | Кінопремія «Вибір критиків»                               | Найкраща жіночу роль другого плану в комедійному серіалі          | Матуся (2013)            | Номінація | |
| 2021 | Теленагорода «Золотий Дербі»                              | Найкраща комедійна акторка другого плану                          | Матуся (2013)            | Номінація | |
| 2010 | Нагорода Спілки кінокритиків Денвера                      | Найкращий акторській склад                                        | Люблю тебе, чувак (2009) | Номінація | разом із Полом Раддом, Джейсоном Сіґелом, Рашидою Джонс, Дж. К. Сіммонсом, Джейн Кертін, Джоном Фавро |
| 2008 | «Золотий глобус»                                          | Найкраща акторка другого плану (серіал, мінісеріал або телефільм) | Мене звати Ерл (2005)    | Номінація | |
| 2008 | «Вибір тінейджерів»                                       | Найкраща комедійна телеакторка                                    | Мене звати Ерл (2005)    | Номінація | |
| 2007 | Прайм-тайм премія «Еммі»                                  | Найкраща жіночу роль другого плану в комедійному серіалі          | Мене звати Ерл (2005)    | Перемога  | |
| 2007 | Теленагорода «Золотий Дербі»                              | Найкраща комедійна акторка другого плану                          | Мене звати Ерл (2005)    | Номінація | |
| 2007 | «Золота німфа» (Телевізійний фестиваль в Монте-Карло)     | Найкраща акторка — комедійний серіал                              | Мене звати Ерл (2005)    | Перемога  | |
| 2007 | Теленагорода Асоціації онлайн фільмів та тебечення (OFTA) | Найкраща акторка другого плану комедійного серіалу                | Мене звати Ерл (2005)    | Перемога  | |
| 2007 | «Супутник»                                                | Найкраща акторка другого плану (серіал, мінісеріал або телефільм) | Мене звати Ерл (2005)    | Номінація | |
| 2007 | «Актор» (Гільдія кіноакторів)                             | Найкраща акторка комедійного серіалу                              | Мене звати Ерл (2005)    | Номінація | |
| 2006 | Прайм-тайм премія «Еммі»                                  | Найкраща жіночу роль другого плану в комедійному серіалі          | Мене звати Ерл (2005)    | Номінація | |
| 2006 | Теленагорода «Золотий Дербі»                              | Найкраща комедійна акторка другого плану                          | Мене звати Ерл (2005)    | Перемога  | |
| 2006 | Теленагорода «Золотий Дербі»                              | Найкраща акторка року                                             |                          | Номінація | |
| 2006 | Теленагорода Асоціації онлайн фільмів та тебечення (OFTA) | Найкраща акторка другого плану комедійного серіалу                | Мене звати Ерл (2005)    | Перемога  | |
| 2006 | «Актор» (Гільдія кіноакторів)                             | Найкращий акторський склад комедійного серіалу                    | Мене звати Ерл (2005)    | Номінація | разом із Джейсоном Лі, Едді Стіплзом, Ітаном Саплі, Надін Веласкес                                    |
| 2006 | «Вибір тінейджерів»                                       | Найкраща комедійна телеакторка                                    | Мене звати Ерл (2005)    | Номінація | |
| 2002 | Кінонагорода MTV                                          | Найкраща фраза з фільму                                           | Недитяче кіно (2001)     | Номінація | «О, це вже принесли!» (Oh, it's already been broughten!)                                              |
| 2002 | «Вибір тінейджерів»                                       | Найкраща кіноакторка                                              | Недитяче кіно (2001)     | Номінація | |